# Gymnosporia nemorosa
Gymnosporia nemorosa är en benvedsväxtart som först beskrevs av Christian Friedrich Ecklon och Zeyh., och fick sitt nu gällande namn av Szyszyl. Gymnosporia nemorosa ingår i släktet Gymnosporia och familjen Celastraceae. Inga underarter finns listade.